# 梓潼江
梓潼江，是中国长江流域的一条河流，汇入涪江中游左岸，属于嘉陵江水系。河长340千米，流域面积5200平方千米，多年平均流量55立方米每秒。自然落差270米。水能理论蕴藏量1万千瓦。

## 延伸阅读
[在维基数据编辑]
 《欽定古今圖書集成·方輿彙編·山川典·梓潼江部》，出自陈梦雷《古今圖書集成》